# Charles Sands
Charles Edward Sands (ur. 22 grudnia 1865 w Nowym Jorku, zm. 9 sierpnia 1945 tamże) – amerykański golfista i tenisista, mistrz olimpijski.
Dwukrotnie startował w igrzyskach olimpijskich. W 1900 roku w Paryżu zdobył złoty medal indywidualnie w golfie. Podczas tych igrzysk startował również w tenisie w grze pojedynczej, podwójnej i mieszanej. Osiem lat później, w 1908 w Londynie wystartował w jeu de paume. Karierę zakończył w 1911 roku.